# Стрехаја
Стрехаја (рум. Strehaia) је варош у југозападном делу Румуније у историјској покрајини Влашка. Трећи је по важности град у жупанији Мехединци. Према попису из 2021. има 9.059 становника.
Варош Стрехаја обухвата и насеља Команда, Лунка Банулуј, Менци, Мотрулени, Слатинику Маре, Слатинику Мик, Станчешти, Хурдучешти и Чокијуца.

## Географија
Град Стрехаја налази се у средишњем делу историјске покрајине Олтеније, западног дела Влашке, око 65 km северозападно до Крајове. 
Стрехаја се налази у котлини реке Мотру. Северно од града издижу се Карпати, а јужно се пружа бреговито подручје средишње Олтеније.

## Становништво
| 1930. | 1948. | 1956. | 1966. | 1977.  | 1992.  | 2002.  | 2011.  | 2021. |
| ----- | ----- | ----- | ----- | ------ | ------ | ------ | ------ | ----- |
| 7.870 | 7.776 | 8.545 | 9.768 | 11.271 | 12.324 | 11.846 | 10.506 | 9.059 |

Варош Стрехаја је на попису 2021. године имала 9.059 становника, за 1.447 мање (-13,77%) од претходног пописа, 2011. године, на ком је било 10.506 становника.
Према попису из 2021. већину становништва су чинили Румуни (72,26%), а од мањина је највише било Рома (14,28%).
| Етнички састав према попису из 2021. | Етнички састав према попису из 2021. | Етнички састав према попису из 2021. | Етнички састав према попису из 2021. | Етнички састав према попису из 2021. |
| ------------------------------------ | ------------------------------------ | ------------------------------------ | ------------------------------------ | ------------------------------------ |
|                                      |                                      |                                      |                                      |                                      |
| Румуни                               | Румуни                               |                                      | 6.546                                | 72,26%                               |
| Роми                                 | Роми                                 |                                      | 1.294                                | 14,28%                               |
| Остали                               | Остали                               |                                      | 2                                    | 0,02%                                |
| Непознато                            | Непознато                            |                                      | 1.217                                | 13,43%                               |

### Насеља
Варош Стрехаја се састоји из десет насеља: Команда, Лунка Банулуј, Менци, Мотрулени, Слатинику Маре, Слатинику Мик, Станчешти, Стрехаја, Хурдучешти и Чокијуца. Највеће насеље је Стрехаја у којој живи 70% становништва вароши, док 30% живи у осталих девет насеља.
| Насеље         | Румунски назив | Становништво | Становништво |
| Насеље         | Румунски назив | 2011.        | 2021.        |
| -------------- | -------------- | ------------ | ------------ |
| Команда        |                | 1.260        | 1.045        |
| Лунка Банулуј  |                | 454          | 367          |
| Менци          |                | 67           | 51           |
| Мотрулени      |                | 140          | 113          |
| Слатинику Маре |                | 258          | 172          |
| Слатинику Мик  |                | 89           | 53           |
| Станчешти      |                | 199          | 149          |
| Стрехаја       |                | 6.783        | 6.314        |
| Хурдучешти     |                | 273          | 222          |
| Чокијуца       |                | 983          | 573          |
| Варош Стрехаја |                | 10.506       | 9.059        |

## Галерија
- Положај града Стрехаја на територији жупаније Мехединци